# Iwatsukia spinosa
Iwatsukia spinosa là một loài rêu tản trong họ Cephaloziaceae. Loài này được (Fulford) R.M. Schust. miêu tả khoa học lần đầu tiên năm 1990.